# L'Esclave d'Orient
L'Esclave d'Orient  (Afrodite, dea dell'amore) est un film italien réalisé par Mario Bonnard, sorti en 1958. 

## Synopsis
En l’an 67 de notre ère, l’empereur Néron quitte la Grèce après avoir décidé la construction d’une œuvre grandiose : le percement du canal de Corinthe. Il place ces travaux sous la responsabilité de l’archonte Antigone, qui pour y faire face doit non seulement déplacer le temple d’Aphrodite, mais également trouver par tous les moyens, le financement requis…

## Fiche technique
- Titre : L'Esclave d'Orient ou Aphrodite, déesse de l'amour
- Titre original : Afrodite, dea dell'amore
- Réalisation : Mario Bonnard
- Scénario : Mario Bonnard, Mario Di Nardo, Sergio Leone, Alberto Manca et Ugo Moretti
- Adaptation française : Jacques Michau,Dialogues  Lucette Gaudiot
- Ingénieur du son : Andre Louis
- Assistant réalisateur : Sergio Leone et Romolo Guerrieri crédité Romolo Girolami
- Production : Alberto Manca et Adriano Merkel
- Musique : Giovanni Fusco
- Distribution : Cosmopolis films et les films Marbeuf (France)
- Pays d'origine :  Italie
- Format : Couleurs
- Genre : drame, histoire, péplum
- Durée : 101 min
- Date de sortie : Italie  : 29 août 1958

## Distribution
- Isabelle Corey (V.F : Michèle Bardollet)  : Lerna
- Anthony Steffen (alias Antonio de Teffe) (V.F : Jean Claudio) : Demetrios
- Irène Tunc  (V.F : Danielle Roy) : Diala
- Carlo Tamberlani (V.F : Abel Jacquin)  : Mathieu
- Clara Calamai  (V.F : Lucienne Givry) : Stenele l’épouse d’Antigone
- John Kitzmiller  (V.F : Jean Violette) : Tomore l’esclave de Diala
- Massimo Serato  (V.F : Yves Furet ) :	Quinto Rufo
- Giulio Donnini  (V.F : André Valmy)  : Eraste
- Gian Paolo Rosmino  (V.F : Serge Nadaud)  : Dioneo le grand-prêtre
- Andrea Aureli  (V.F : Jean-Marie Amato) : Kibur le marchand
- Matteo Spinola  (V.F : Bernard Noël)  : Glauco l’amoureux de Lerna
- Paul Muller  (V.F : Paul-Émile Deiber) : L’asiatique
- Livio Lorenzon  (V.F : Jean Violette)  : L’espion de Eraste
- Ivo Garrani  (V.F : Daniel Lecourtois) : Antigone
- Mino Doro : Crepilo